# Артамонова, Ксения Витальевна
Ксения Витальевна Артамонова (5 февраля (по другим данным 2 мая) 1990 года) — российская самбистка и дзюдоистка, призёр чемпионата России по самбо, мастер спорта России по самбо.

## Спортивные достижения
- Чемпионат России по дзюдо среди юниоров 2008 года — ;
- Чемпионат России по дзюдо среди юниоров 2009 года — ;
- Чемпионат России по дзюдо среди молодёжи 2010 года — ;
- Чемпионат России по самбо среди женщин 2012 года — ;